# Oscar Miñarro
Oscar Eduardo Miñarro (ur. 15 września 1960 w Buenos Aires) – argentyński duchowny katolicki, biskup pomocniczy Merlo-Moreno od 2016.

## Życiorys
Święcenia kapłańskie przyjął 25 marca 1995 i został początkowo inkardynowany do diecezji Morón, zaś od 1997 był duchownym nowo powstałej diecezji Merlo-Moreno. Pracował głównie jako duszpasterz parafialny, był także m.in. duszpasterzem seminarzystów oraz wikariuszem generalnym diecezji Merlo-Moreno.
19 września 2016 papież Franciszek mianował go biskupem pomocniczym diecezji Merlo-Moreno oraz biskupem tytularnym Antium. Sakry udzielił mu 3 grudnia 2016 biskup Fernando Maletti.